# Вулиця Новий Свят (Варшава)
Нови Свят (Швят, Сьвят) (пол. ulica Nowy Świat) — одна з найстаріших вулиць Варшави. Є частиною колишньої Королівської Дороги (пол. Trakt Królewski), що проходила через Старе Місто до Королівської резиденції Яна Собеського у Вілянові. Вулиця починається на площі Трьох Хрестів, перетинаючи Єрусалимські Алеї, вулицю Свентокшиську, і переходить у вулицю Краківське Передмістя біля Варшавського університету.

## Історія
До XVI ст. Нови Свят був головною дорогою, що вела до численних палаців шляхти і сіл на півдні Варшави. Сучасна назва вулиці з'явилася в XVII сторіччі, коли місто почало розростатися. На початку XVIII ст. колишні поля навколо вулиці почали швидко забудовуватися і урбанізовуватися, на самій же вулиці уклали бруківку.
Під час Наполеонівських війн Варшава значно збільшилася, і Нови Свят був майже повністю перебудований, замість дерев'яних будівель з'явилися кам'яні і цегляні, триповерхові у неокласичному стилі.
Під кінець ХІХ ст. вулиця стала головним місцем для ведення торгівлі і бізнесу. Також Нови Свят був найбільш завантаженою вулицею, з великою кількістю крамниць і кав'ярень, які притягували як туристів, так і мешканців міста. Все частіше й частіше нові будинки замінювали старі, змінюючи тим самим характер вулиці. З початком ХХ століття майже всі сліди неокласицизму зникли, даючи дорогу будинкам, збудованим у стилі модерн.
Під час Варшавського повстання (серпень-жовтень 1944) вулиця була повністю знищена. Після закінчення війни було ухвалено рішення відновити вулицю. Через політичну ситуацію в Польщі відбудова в стилі модерн виглядала сумнівною, тому вулиця повернулася до свого неокласичного вигляду початку ХІХ ст. Зараз, як і перед війною, вулиця заповнена ресторанами, крамницями й кав'ярнями.

## Галерея

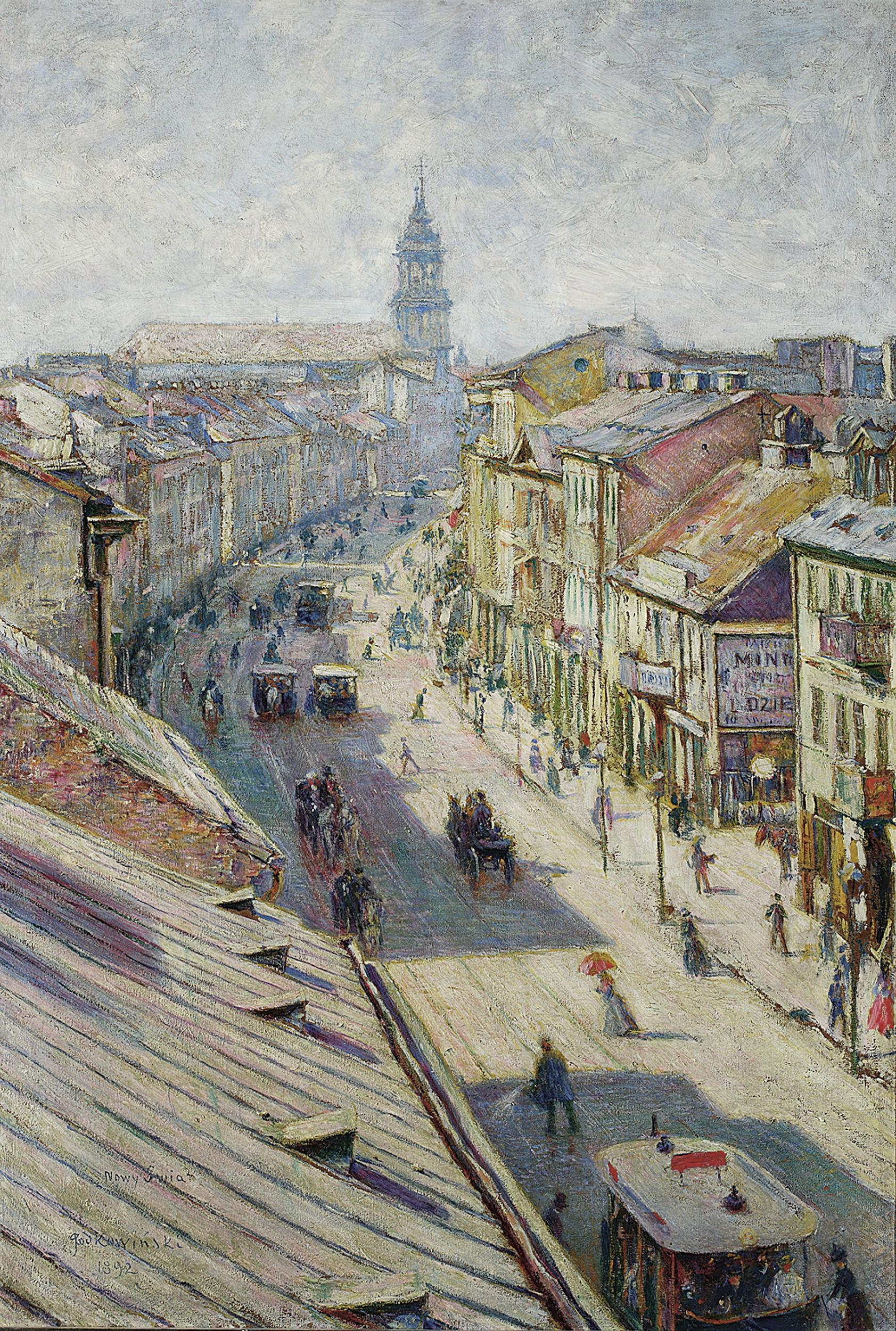
Новий Свят у 19 ст.
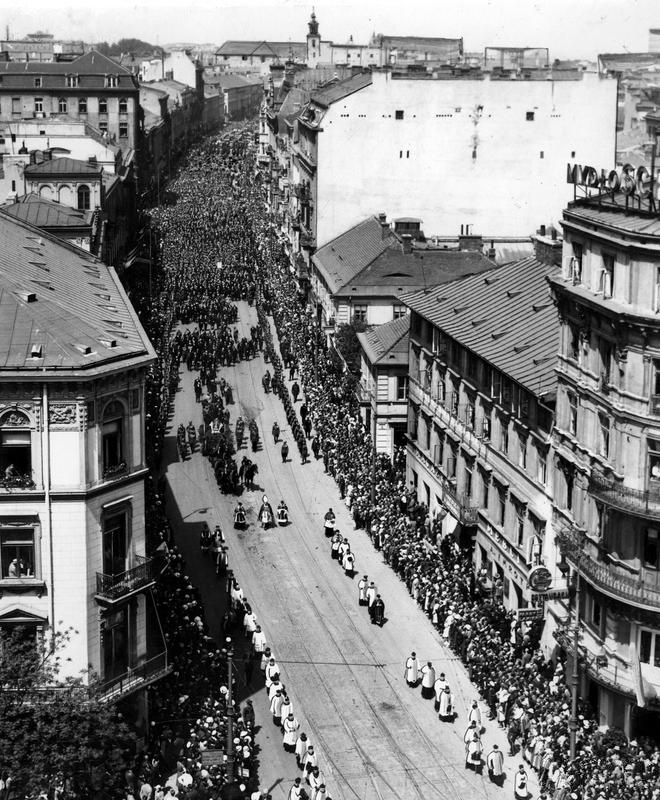
Новий Свят у 1930-х
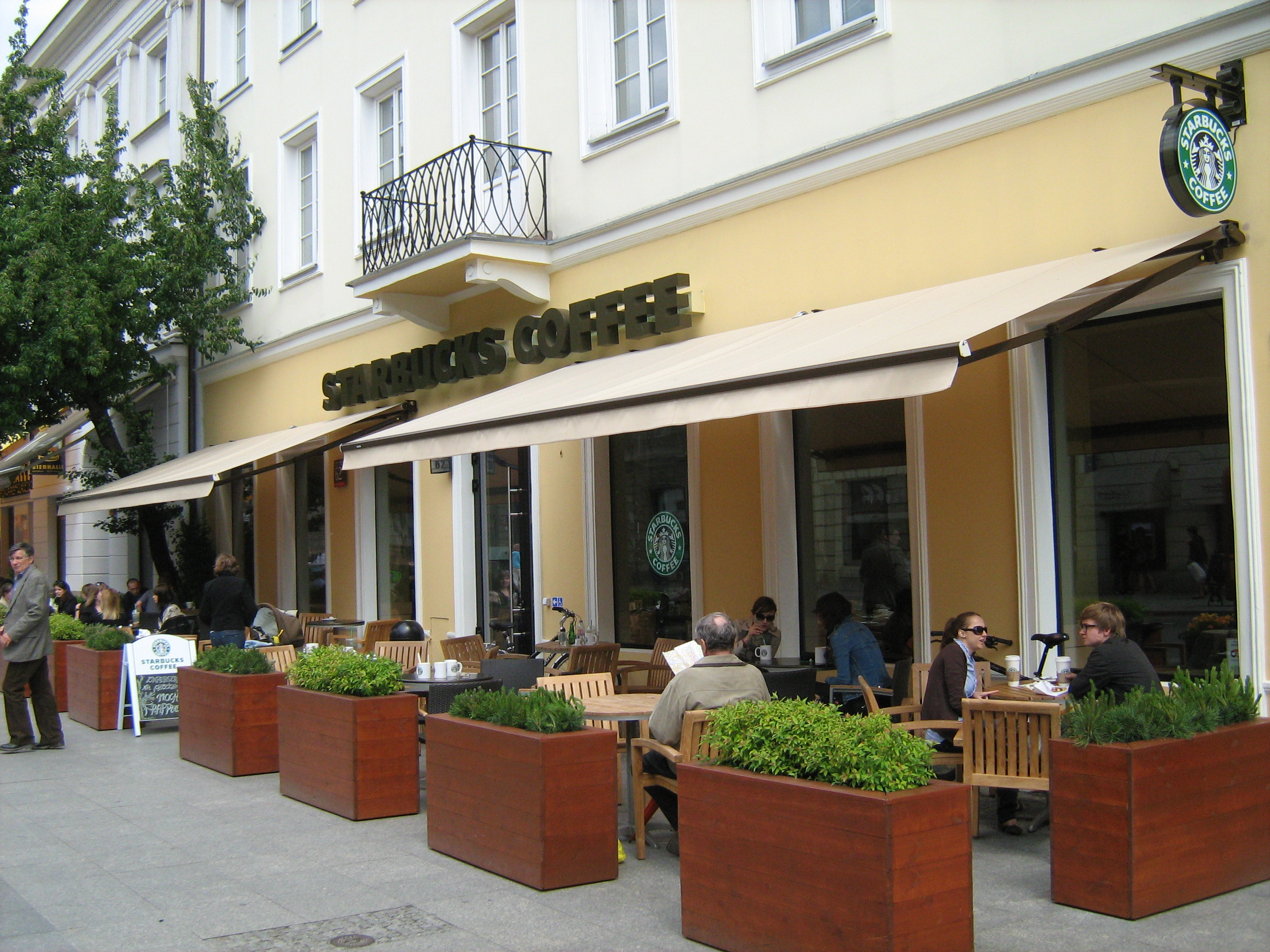
Сучасні кав'ярні
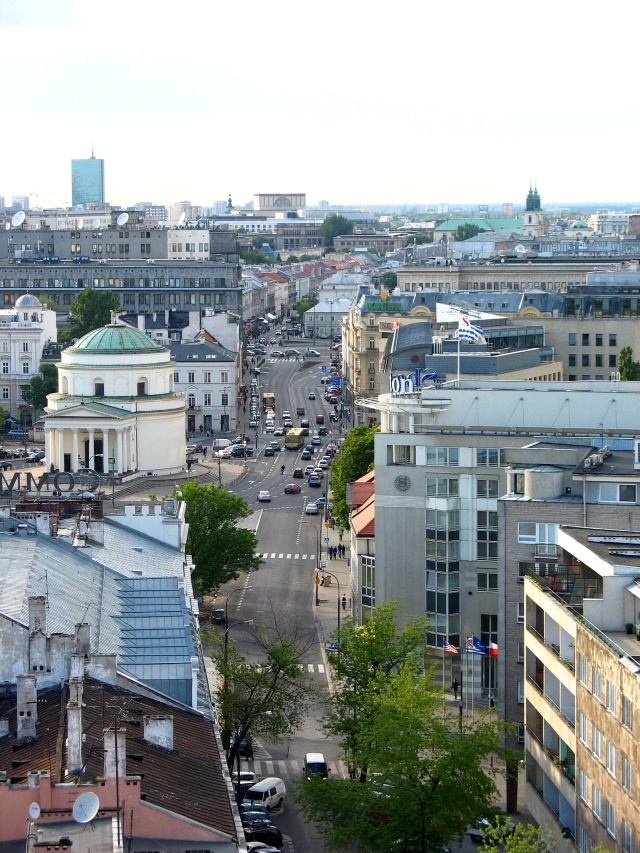
Площа Трьох Хрестів і початок Нового Святу